# 레퀴엠 (베를리오즈)
죽은 자들을 위한 대미사(또는 레퀴엠), Op. 5는 엑토르 베를리오즈가 1837년에 작곡한 곡이다. 베를리오즈의 가장 유명한 작품 중 하나이며,  전통적인 라틴 레퀴엠 미사에서 텍스트를 따왔다.
1837년 프랑스 내무장관 아드리앙 드 가스파랭은 베를리오즈에게 1830년 7월 혁명에서 전사한 군인들을 추모하기 위한 레퀴엠 미사를 작곡해 달라고 요청했다. 이 미사는 피에스키 에서 에두아르 모르티에 원수 사망일에 공연될 것이다. 베를리오즈는 이미 대규모 오케스트라 작품을 작곡하기를 원했기 때문에 요청을 수락했다. 한편, 오케스트라의 규모와 질이 성장하고 현대 악기의 인토네이션이 쉬워짐에 따라 목관악기와 금관악기의 사용이 확대되었다. 베를리오즈는 나중에 "만약 내가 한 작품만 빼고 내 작품 전체를 파괴하겠다는 위협을 받는다면 죽은 자들을 위한 대미사에 대한 자비를 간절히 원해야 한다"라고 썼다.
원래 계획된 공연이 취소된 후, 담레몽 장군의 죽음과 콘스탄티누스 공성전에서 전사한 군인들을 추모하는 행사가 1837년 12월 5일 프랑수아 아브네크가 지휘한 앵발리드에서 초연될 기회를 제공했다.

## 구조
Introit

1. Requiem aeternam & Kyrie: Introitus
Sequence

2. Dies irae: Prosa, Tuba mirum
3. Quid sum miser
4. Rex tremendae
5. Quaerens me
6. Lacrimosa
Offertory

7. Domine Jesu Christe
8. Hostias
9. Sanctus
10. Agnus Dei

## 악기 편성
- 목관악기: 플루트4, 오보에2, 잉글리시 호른2, 클라리넷(내림 나)4, 바순8
- 금관악기: 호른12(4부, 2악장에서 추가2; 라, 마, 가, 다조), 코넷(내림 나)4, 튜바4
- 타악기: 팀파니16(6쌍, 단독4), 큰북2, 심벌즈 10쌍, 탐탐4
- 4부의 소규모 금관 합주
  - 북: 코넷4, 트롬본4, 튜바2
  - 동: 트럼펫(마조)4, 트롬본4
  - 서: 트럼펫(라조)4, 트롬본4
  - 남: 트럼펫(다조)4, 트롬본4, 오피클레이드(오늘날은 튜바)4
- 현악기:  제1바이올린25, 제2바이올린25, 비올라20, 첼로20, 더블베이스18
- 성악: 테너 독창, 소프라노·알토 합 80, 테너60, 베이스70